# Scleria interrupta
Scleria interrupta là loài thực vật có hoa trong họ Cói. Loài này được Rich. miêu tả khoa học đầu tiên năm 1792.